# Авксентий (Галинский)
Архимандрит Авксентий (в миру Афанасий Галинский; 1782, Обухов, Киевская губерния — 10 [22] апреля 1844, Киев) — священнослужитель Русской православной церкви, ректор Воронежской духовной семинарии (1819—1821), наместник Киево-Печерской лавры. Настоятель Киево-Пустынно-Николаевского монастыря.

## Биография
Афанасий Галинский родился в 1782 году в Обухове Киевской губернии, где его отец был протоиереем. С 1789 года обучался в Киево-Могилянской академии. Выделялся отличными успехами, способностями и особенно «благонравием». Его усердие не остались без внимания руководства академии. Ещё студентом богословия Галинский в 1803 году был назначен учителем 2-го российского класса Киево-Могилянской академии. Окончив полный курс, остался в академии, посвятив себя преподавательской работе.
Служил учителем греческого языка в низшем грамматическом классе (до 1805), русской и латинской грамматики, арифметики, истории и географии. В середине 1809—1810 учебного года был переведён преподавателем латинской грамматики в средний грамматический класс, а через год стал преподавателем высшего грамматического, среднего арифметического, второго истopического и географического классов.
Довольно рано обнаружил стремление к монашеской жизни. Дважды в 1805 и 1812 митрополит Киевский и Галицкий Серапион (Александровский) отказывал ему «из-за недостаточных лет». Только после настойчивых просьб в 1814 году Галинский получил разрешение принять монашеский постриг в Киево-Печерской лавре. Тогда же митрополит Серапион рукоположил его в иеродиаконы, а позже — в иеромонахи. В 1814 году он был зачислен в соборные иеромонахи Киево-Печерской лавры.
С 1814 года — профессор риторики Киево-Могилянской академии. Kpоме того, занимал должность комиссара (заведующего хозяйственными делам академии), а с 1815 года — члена её правления.
С открытием Киевской духовной академии митрополит Серапион, несмотря на многолетнюю безупречную работу Галинского, рекомендовал его преподавателем, но Синод назначил Галинского в Воронежскую духовную семинарию на должность инспектора и профессора богословия.
С 1819 года — ректор Воронежской духовной семинарии. На этом посту настойчиво утверждал идеалы благочестия, которыми должны были руководствоваться в учёбе и жизни его воспитанники. Это раздражало префекта семинарии, протоиерея Воронежского Благовещенского собора И. Я. Зацепина, что в конечном итоге и стало причиной увольнения Галинского и возвращения в Киево-Печерскую лавру.
В 1826 году Галинский был рукоположен в архимандриты и назначен наместником Киево-Печерской лавры, обязанности которого он исполнял до 1834 года, когда по представлению митрополита Киевского и Галицкого Евгения (Болховитинова) получил настоятельство в Киевском Пустынно-Николаевском монастыре и стал членом Киевской консистории.
Кроме того, был благочинным штатных и внештатных киевских монастырей. После понижения Киево-Пустынно-Николаевского монастыря с 1-го до 2-го класса, синод оставил за Галинский права первоклассного настоятеля.
Умер 10 (22) апреля 1844 года в Киеве, где жил свои последние годы, «любимый всеми за простоту и незлобивость».

## Награды
За многолетнюю образовательно-духовную деятельность получил несколько наград: 
- в 1817 году — орден Святой Анны 2-й степени, корону к которому ему вручили в 1838 году,

- в 1841 году — орден Святого Владимира 2-й степени.

Как участник коронации российского императора Николая I получил памятную серебряную медаль.

## Труды
Авксентию принадлежат: учебник «Начальные упражнения в проповедании слова Божия, под руководством наставников» и «Слово» в день празднования Архангела Михаила (8 ноября), напечатанные в 1836 году.